# Dokonać zemsty
Dokonać zemsty (The Hard Word) – kryminał produkcji australijskiej z 2002 roku w reżyserii Scotta Robertsa.

## Opis fabuły
Film opowiada o trzech braciach – złodziejach banków, którzy postanawiają dokonać ostatniego, mistrzowskiego włamania.

## Obsada
- Guy Pearce jako Dale Twentyman
- Rachel Griffiths jako Carol
- Robert Taylor jako Frank
- Joel Edgerton jako Shane Twentyman
- Damien Richardson jako Mal Twentyman
- Rhondda Findleton jako Jane